# Salvatore Tarantino
Salvatore Tarantino (Palermo, 8 giugno 1960) è un ex calciatore italiano, di ruolo centrocampista.

## Carriera

### Giocatore
Ha giocato sempre in Sicilia, tranne un'esperienza di una stagione al Venezia nel campionato 1985-1986 Serie C2.
in Serie C ha indossato anche le maglie di Canicattì, Nissa, Trapani, Giarre e Marsala.
Ha militato in tutti i campionati dalla Serie B al Interregionale.
In seconda serie ha vestito le maglie di Licata prima e Acireale poi, giocandovi un totale di 128 presenze con 12 reti all'attivo.

## Palmarès

### Giocatore

#### Competizioni nazionali
- Campionato Interregionale: 1

Canicattì: 1982-1983
- Campionato italiano Serie C1: 1

Licata: 1987-1988